# جونجو (كوريا الجنوبية)
جونجو هي مدينة في كوريا الجنوبية، تتبع مقاطعة تشنغتشونغ الجنوبية، بلغ عدد سكانها 113,542 نسمة في 2015، تبلغ مساحتها 940,710,000 متر مربع (940.71 كـم2).

## مدن توأم
المدن التوأم:
- ياماغوتشي.

## أعلام
- تشان هو بارك
- تشو دونغ تشان
- كم جاي جنغ